# Saint-Jean-de-Soudain
Saint-Jean-de-Soudain é uma comuna francesa na região administrativa de Auvérnia-Ródano-Alpes, no departamento de Isère. Estende-se por uma área de 7,48 km². Em 2010 a comuna tinha 1 652 habitantes (densidade: 220,9 hab./km²).